# 河本タダオ
河本 タダオ（かわもと ただお、1963年7月25日 - ）は、日本の俳優。京都府出身。身長177cm、体重70kg。
所属事務所は合同会社現代。

## 人物
特技：殺陣、乗馬、京都弁、関西弁。
趣味：野球、ゴルフ。
トレイルランナーのジョージマン北（城島健司公認そっくりさん）とは10年以上の友人で、トレイルランに挑戦する北の応援に駆け付け激励する仲である。

## 出演

### 映画
- 極道の妻たち シリーズ（1987年 - 1999年、東映）
  - 極道の妻たちII（1987年10月10日） - 和歌山 四代目萬代組河東組組員
  - 極道の妻たち 三代目姐（1989年4月8日）
  - 新極道の妻たち（1991年6月15日）
  - 新極道の妻たち 覚悟しいや（1993年1月30日）
  - 極道の妻たち 赫い絆（1995年9月9日）
  - 極道の妻たち 危険な賭け（1996年6月1日）
  - 極道の妻たち 赤い殺意（1999年3月6日） - 畑中
- 姉御（1988年11月9日、東映） - 田ノ浦組組員
- 激動の1750日（1990年9月15日、東映） - 川勝組組員 加納
- 首領になった男（1991年5月11日、東映）
- 寒椿（1992年5月30日、東映）
- 継承盃（1992年8月29日、東映）
- 難波金融伝 ミナミの帝王 劇場版PARTII（1993年6月26日）
- 新 第三の極道3（1996年8月31日） - 二代目武侠会組員
- 陽炎3（1997年3月29日）
- 岸和田少年愚連隊 血煙り純情篇（1997年6月21日）
- 悪名 AKUMYOH（2001年7月28日）
- カタクリ家の幸福（2002年2月23日）
- 半落ち（2004年）
- IZO （2004年）
- 誰がために（2005年）
- 夢のまにまに（2008年）
- ストロベリーナイト（2013年1月26日）
- 人類資金（2013年10月19日）
- 歌舞伎町はいすくーる（2014年） - 舞鯛
- 民暴（2016年）[4] - 帝都会若頭
- CONFLICT 〜最大の抗争〜（2016年） - 刑事

### テレビドラマ
- 暴れん坊将軍 シリーズ（テレビ朝日）
  - 暴れん坊将軍III 第14話「春の宴に舞う女」（1988年）
  - 暴れん坊将軍IV（1991年、1992年）
    - 第7話「もう一つの十手御用」（1991年） - 儀十
    - 第20話「愛しき炎の剣!」（1991年） - 矢吹
    - 第33話「頑張れ! 登城拒否侍」（1991年） - 岩崎
    - 第50話「血涙! 愛しき忠義」（1992年） - 御家人
    - 第69話「陰謀あばいた饅頭姫!」（1992年） - 藩士

  - 暴れん坊将軍V（1993年、1994年）
    - 第1話「大雪原の血煙り、吉宗を愛した復讐鬼!」(スペシャル)（1993年）
    - 第17話「剣も躍る! 阿波おどり」（1993年） - 茂作
    - 第27話「天下御免の偽十手」（1993年） - 地廻り
    - 第39話「偽将軍様の悪党退治!?」（1994年） - 浪人

  - 暴れん坊将軍VI（1994年、1995年）
    - 第6話「江戸城危うし 吉宗の寝所」（1994年） - 旗本
    - 第20話「無法許さぬあさり剣法」（1995年） - 西山
    - 第21話「愛と憎しみの孤剣」（1995年） - 浪人
    - 第27話「炎上! 大奥の恋」（1995年） - 大滝山

  - 暴れん坊将軍VII 第13話「凧よ、あがれ、誇り高く」（1996年11月30日） - 寅吉
  - 暴れん坊将軍VIII 第13話「欲望のくし美しき人妻の苦悩」（1997年12月13日） - 加賀屋の手下
  - 暴れん坊将軍IX 第12話「吉宗危機一髪! 美しき婚約者の献身」（1999年2月20日）
  - 暴れん坊将軍X（2000年）
    - 第6話「大嘘つきの美女! 愛を試した裏帳簿」
    - 第11話「女商人の悲しき再会! 兄は盗賊、弟は同心」

  - 暴れん坊将軍XII 第4話「にわか殿様が仕掛けた罠」（2002年7月29日） - 北野丈八
- 三匹が斬る! シリーズ（テレビ朝日）
  - 続・三匹が斬る!（1988年、1989年）
    - 第3話「上様の、茶は甘いかしょっぱいか」（1988年12月15日）
    - 第14話「人質の、母娘が送る流人舟」（1989年3月23日）

  - 続続・三匹が斬る! 第7話「まぼろしの、父が恋しい夢芝居」（1990年2月22日）
  - また又・三匹が斬る!（1991年）
    - 第1話「姫君の、御毒見役三匹参上!」（1991年4月11日）
    - 第20話「献上の 茶壺に幽霊現れた!」（1991年10月17日）

  - 新・三匹が斬る! 第11話「女一匹!わたしゃ闇の逃がし屋稼業」（1992年11月19日）
- 長七郎江戸日記 第2シリーズ 第49話「奇妙な息子」（1989年4月18日、日本テレビ） - 嵐鬼之助
- 月影兵庫あばれ旅 第1話「消えた姫君を追え!（前編）」（1989年10月13日、テレビ東京）
- ナショナル劇場 水戸黄門 シリーズ（TBS）
  - 水戸黄門 第19部（1989年、1990年）
    - 第5話「謎の剣士! 烏天狗」（1989年10月23日）
    - 第19話「人情娘 馬子唄」（1990年2月5日） - 三五郎の子分

  - 水戸黄門 第23部（1994年）
    - 第12話「兄の敵はお殿様」（1994年10月24日）
    - 第17話「娘 涙の仇討悲願」（1994年11月28日）

  - 水戸黄門 第25部（1997年）
    - 第12話「夢を咲かせた大谷焼」（1997年3月10日） - 万田の家臣
    - 第20話「愛を探した忍びの女」（1997年5月12日） - 大江屋の用心棒
    - 第35話「武士道を捨てた男」（1997年8月25日） - 島屋の手下

  - 水戸黄門 第26部（1998年）
    - 第5話「間違えられた黄門様」（1998年3月9日） - 勘定方役人
    - 第15話「白磁に咲いた恋の花」（1998年5月25日） - 佐久間の用人

  - 水戸黄門 第27部（1999年）
    - 第9話「縁を結んだ南部駒」（1999年5月17日） - 藩士
    - 第21話「大金持ちの物拾い」（1999年8月9日） - 門番

  - 水戸黄門 第29部（2001年）
    - 第10話「石屋は頑固で石頭」（2001年6月4日）
    - 第19話「謎の俳諧師を追え!」（2001年8月6日）

  - 水戸黄門 第30部（2002年）
    - 第20話「新妻お娟の大奮闘」（2002年5月27日） - 役人
- 八百八町夢日記 シリーズ（日本テレビ）
  - 第1シリーズ
    - 第12話「最後の賭け」（1990年1月16日）
    - 第21話「お人好し」（1990年3月27日）
    - 第31話「夏の嵐」（1990年7月24日）

  - 第2シリーズ
    - 第7話 灯明台の灯を守れ」（1991年11月26日）
    - 第19話「奇妙な娘」（1992年3月3日）
    - 第24話「密造酒を追え!」（1992年6月9日）
- 将軍家光忍び旅 シリーズ（テレビ朝日）
  - 将軍家光忍び旅
    - 第6話「偽将軍と踊り子の恋」（1990年）
    - 第15話「旅人泣かせの船宿退治」（1991年）

  - 将軍家光忍び旅II
    - 第1話「暗雲ただよう中山道!家光を狙う妖しい美女と謎の黒幕!」(2時間スペシャル)（1992年）
    - 第6話「妻籠哀しや!おさと観音」（1992年）
- 京都殺人案内 第16作「復讐の逆転法廷」（1990年4月21日、テレビ朝日） - 遠山竜次(ローリング族のリーダー)
- 名奉行 遠山の金さん（テレビ朝日）
  - 第3シリーズ 
    - 第2話「怪盗の顔を見た!」（1990年7月26日）
    - 第20話「女房に誓った鬼十手」（1991年2月28日）

  - 第4シリーズ 第12話「仕組まれた逆玉の輿」（1992年2月13日）
  - 単発スペシャル スペシャル6「江戸城転覆!覗かれた赤毛の女」（1992年9月24日）
  - 第5シリーズ 第6話「涙の仇討!二度裏切られた女」（1993年4月29日）
  - 第7シリーズ 
    - 第4話「妖怪現わる!標的は遠山桜」（1995年10月19日）
    - 第10話「赤猫まねき!?狙撃された桜吹雪」（1995年11月30日）
    - 第18話「復讐の女!雨の仕掛け長屋」（1996年2月29日）
- 銭形平次 (北大路欣也)（フジテレビ）
  - 第1シリーズ 第1話「九尾の狐 スペシャル」（1991年）
  - 第6シリーズ 第1話「呪いの花嫁井戸」（1997年）
- あばれ八州御用旅（テレビ東京）
  - 第2シリーズ 第6話「地獄へ送る一万両」（1991年5月24日）
  - 第3シリーズ 第4話「凧が泣いた宿場の女」（1992年8月7日）
  - 第4シリーズ 第9話「おしめ十兵衛」（1994年6月3日）
- 鬼平犯科帳 第3シリーズ 第7話「谷中いろは茶屋」（1992年2月5日、CX / 松竹） - 文治
- 桃太郎侍II 「危うし!八百万石 闇将軍の陰謀と四人の美女 桃太郎、江戸―名古屋―京で怒りの鬼退治!!」（1993年4月1日 、テレビ朝日）
- 春の時代劇スペシャル 素浪人 花山大吉「能天気だがメッポウ強い!名コンビ新装復活 大吉・半次が金山地獄大暴れ」（1995年4月1日、テレビ朝日系列）
- 土曜ワイド劇場（テレビ朝日）
  - 新・赤かぶ検事奮戦記（1995年、2002年、朝日放送）
    - 新・赤かぶ検事奮戦記2「呪いの紙草履 越中八尾・おわら風の盆の謎 飛騨高山?白骨温泉」（1995年10月21日） - サエコの連れの男
    - 新・赤かぶ検事奮戦記14「愛と憎しみのダブル誘拐殺人事件 飛騨高山?ヒスイ海岸を巡る欲望の渦」（2002年10月19日） - 大井満夫(まゆみの同棲相手)

  - 京都の女庭師風水探偵さくら子（2000年、2002年）
    - 京都の女庭師風水探偵さくら子1「洛北屋敷の密室殺人! 宙を飛ぶ石灯籠と白煙をあげる池の謎」（2000年6月17日） - 京都府警 刑事 戸田(田野倉の部下)
    - 京都の女庭師風水探偵さくら子2「開運豪邸遺産相続殺人 奥津軽鬼伝説と虫送り火祭の謎」（2002年7月27日）
- 痛快!三匹のご隠居 第3話「鬼の十手持ち あの娘の目を治したい!」（1999年11月4日、テレビ朝日）
- 隠密奉行朝比奈（CX） 第2シリーズ第4話「復讐の紋様 唐津絵皿は語る」（1999年）
- 子連れ狼 (北大路欣也版) シリーズ（テレビ朝日）
  - 第一部 第2話「父と子の約束 女スリを泣かせた大五郎」（2002年10月21日）
  - 第一部 第6話「許せ!大五郎 父と子の哀しき運命」（2002年11月18日）
  - 第二部 第5話「絶体絶命だ大五郎！強奪された哀しき花嫁」（2003年8月4日）
  - 第二部 第6話「憎しみの刺客依頼! 涙を流した大五郎…」（2003年8月11日）
- NHK大河ドラマ
  - 新選組!（2004年）
  - 龍馬伝（2010年） - 朝廷 公家 二条斉敬
  - 江〜姫たちの戦国〜（2011年）
  - 平清盛（2012年）
  - 八重の桜（2013年）
  - 軍師官兵衛（2014年）
  - 花燃ゆ（2015年） - 朝廷 公家 四条隆謌
- 仮面ライダーカブト（テレビ朝日）
- 医療捜査官 財前一二三 第2作「遺体解剖後に消された病理医!? 4年前の事件が呼び起こす歪んだ愛の殺人連鎖…闇に潰された再捜査が示す悲しい絆と復讐の鬼」（2011年12月16日、フジテレビ）
- 相棒 season10 第10話 元日スペシャル「ピエロ」（2012年1月1日、テレビ朝日） - 刑事
- 水曜ミステリー9 ソタイ 組織犯罪対策課 第1作（2014年11月12日、テレビ東京） - 杉崎義弘（ヤクザ）
- かぶき者 慶次 第三回「殿への直訴」（2015年4月23日、NHK）

### Vシネマ
- ミナミの帝王Ⅶ
- 女郎蜘蛛（1996年、東映ビデオ）
- 新 第三の極道（1996年） - ヒットマン(ハザマの手下)
- 新 第三の極道5 裏盃の逆襲（1997年） - ヤクザ(将棋)
- 極道の2号たち2 嗚呼! 現金と共に去りぬ（1997年） - ヤクザ
- 難波金融伝ミナミの帝王16「非情のライセンス」（2000年）- 下田組組員（河本忠夫 名義）
- 首領への道（2000年、2002年・2003年）
  - 首領への道9,10（2000年） - 三田村組若頭補佐 高田
  - 首領への道20（2002年） - 大阪 手塚組幹部 君塚組組長 君塚
  - 首領への道21（2003年） - 和歌山 剛勇会中村組益井組幹部 相馬晋平
- 実録・山陽道やくざ戦争 手打ち破り（2001年） - 三代目山王会直参 矢野組組長 矢野正次
- 極道恐怖大劇場 牛頭 GOZU（2003年）
- 女陰陽師 陰魔侵蝕（2004年）
- 難波金融伝 ミナミの帝王27 仮面の女（2004年）
- 首領がゆく（2006年）
- 麻雀創世記 打天使1,2（2008年） - カスヤ(代打ち)
- 恐喝一代記1（2008年） - スーパー店員に絡んで恐喝した客
- 千年の松（2009年）
- 新まるごし刑事! チャイルドを救出せよ!（2009年） - 裏ビデオ監督
- 新・鯨道 侠魂（2009年）
- 侠宴 〜実録・阿形充規の半生〜（2009年） - 吉侠一家原組若衆
- 白竜（2009年,2010年,2012年）
  - 白竜7 白竜暗殺計画（2009年） - 王道会幹部 青木竜也
  - 白竜8 六本木侵攻（2010年） - 王道会幹部 青木竜也
  - 白竜11 ヒットラーの息子（2012年） - 成沢秀行の秘書
- 鳳2（2009年） - 組長
- 殺しの挽歌（2010年） - 大梅一家木部組組長 木部清
- 極道の紋章 第十四章（2011年） - 金沢 天馬組若頭 真紫組組長 真紫洋平
- 極道忠臣蔵（2011年）
- 極秘潜入捜査官 D.D.T.（2011年） - イガラシ(ヤクザ)
- 修羅の花道（2012年）
- 抗争の黙示録（2012年）
- 凶という名の極道2（2012年） - 刀眞会 イチムラ
- 傷だらけの侠達1（2012年） - 九州 宮市組組長
- 首領の道2（2012年） - 若槻組児島会会長
- 不良の神様 瑠璃の鳴く頃に（2012年） - 東海組代行 北野保
- 極道の姐（2014年） - ホソガイ(刑事)
- やくざの女5（2015年） - 美岡会会長代行 伊沢昇治
- 修羅の女（2016年） - 三光会 小宮山
- YOKOHAMA BLACK1・2・5（2018年） - 関西不和火会会長 鍋島
- 制覇15,16（2018年） - 四国 玄友会組員 藤木英二
- 極道の門3（2018年） - 大浜組根来組幹部 北里優治
- CONFLICT 〜最大の抗争〜3・6・7・8（2018年 - 2019年） - 警視庁 刑事 白石啓介
- CONFLICT 〜最大の抗争〜 外伝 織田征仁（2019年） - 刑事 シライシ
- ソタイ 〜組織犯罪対策部vs反社会勢力〜1・2（2020年） - 関西 三阪組若頭 清田和正
- 日本統一50・51（2022年） - 矢車会理事長 横溝雅司